# Jagdschlösschen (Kloster Polling)

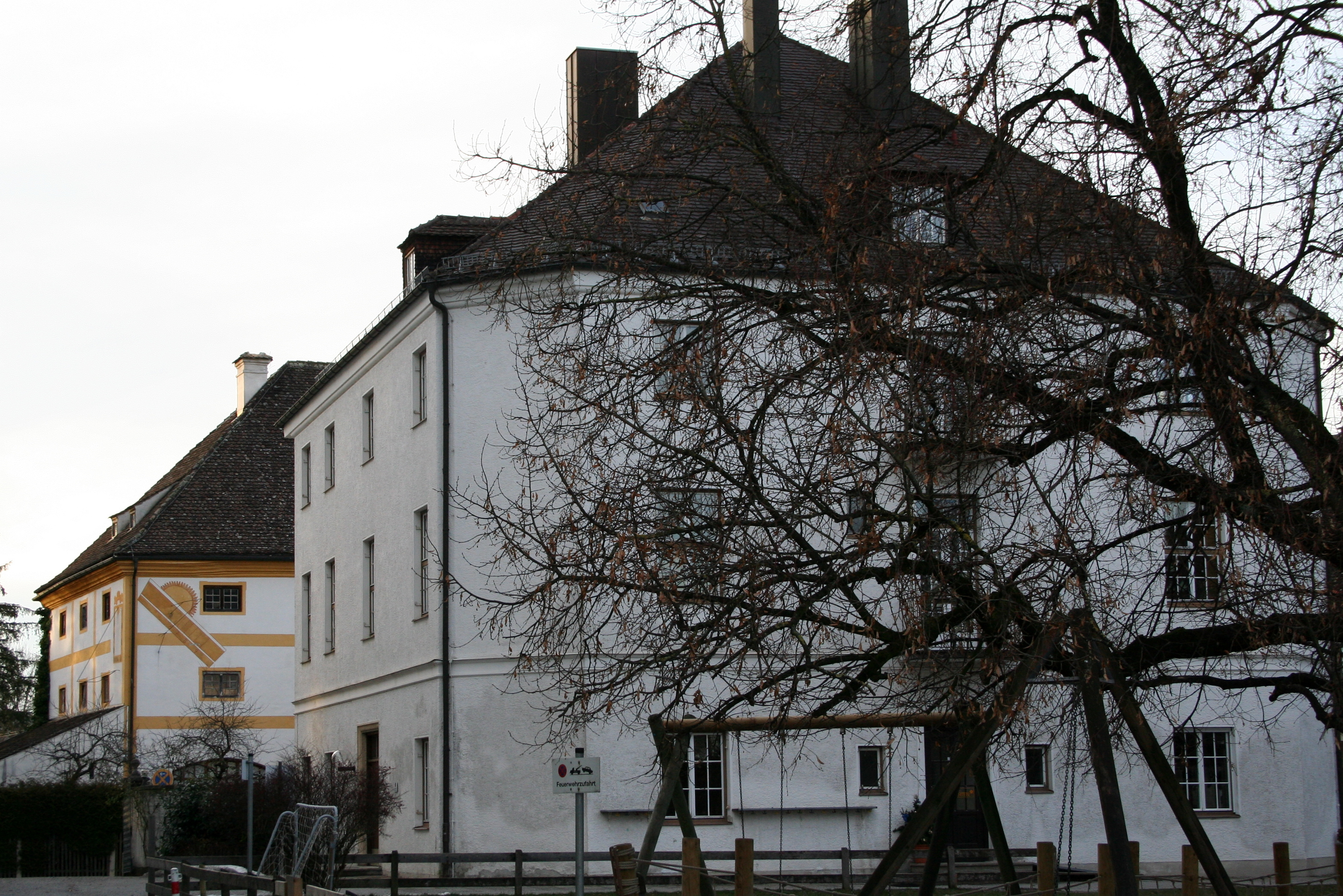
Ehemaliges Dienerhaus des Klosters Polling bei Weilheim, auch als Jagdschlösschen bezeichnet, im Jahre 2009

Das Jagdschlösschen des Klosters Polling ist ein Jagdpavillon neben dem Kloster Polling bei Weilheim.

## Geschichte
Es wurde 1746 nach Plänen des Münchner Architekten Johann Michael Fischer während des Übergangs vom Spätbarock zum Rokoko erbaut. Bauherr war der Abt des Klosters Polling, Franz Töpsl, der die bestehende Klosteranlage sowohl mit sakralen als auch mit profanen Bauwerken wesentlich bereicherte. Die Baukosten für das Gebäude beliefen sich auf 2.170 fl.
Das „Jagdschlösschen“ diente als Jagdhaus für die großen Jagdgesellschaften, an denen in der Blütezeit des Klosters fast der gesamte Adel von Altbayern teilnahm. Im Erdgeschoss befanden sich die Küchen- und Speiseräume, darunter ein kleineres Rundzimmer mit flacher Kuppeldecke, das dem Abt und besonderen Jagdgästen vorbehalten war. Im Obergeschoss befanden sich mehrere Gästezimmer.
Im Jahre 1800 fand die erste Volksschule in Polling ihren Platz im „Jagdschlösschen“. 1952, nach erheblichen Verwüstungen in der Nachkriegszeit, wurde das Gebäude um ein Geschoss und den Ausbau des Daches erweitert. Seit 1976 wird das Haus als integrativer Kindergarten der Kinderhilfe Oberland e.V. für etwa 80 Kinder aus Polling und Umgebung genutzt. 